# The Black Moth
The Black Moth es una novela romántica histórica escrita por Georgette Heyer, publicada por vez primera en 1921. Se ambienta en la época georgiana, en torno al año 1751. The Black Moth fue la primera novela de Heyer, publicada cuando Heyer tenía diecinueve años. Fue un éxito comercial.
La historia sigue a Lord Jack Carstares, un noble inglés que se convierte en bandolero después de asumir la culpa de hacer trampas a las cartas años después. Un día, rescata a la señorita Diana Beauleigh cuando casi la secuestra el duque de Andover. Jack y Diana se enamoran, pero su turbulento pasado y su actual profesión amenazan su felicidad.
Basada en una historia que había escrito para su hermano y publicó con el apoyo de su padre, los críticos modernos la han considerado una obra con fallos; han observado características de Heyer incluidas en sus obras posteriores.

## Desarrollo
La escritora británica Georgette Heyer (1902–1974) nació en Wimbledon, Londres, y creció con muchas influencias literarias. Su padre, George Heyer, fue autor y antiguo miembro de la Sociedad Científica y Literaria de Wimbledon, y como adolescente se hizo amiga de las futuras escritoras Joanna Cannan y Carola Oman. En 1921, el Heyer mayor animó a su hija a publicar una historia que había escrito para su hermano menor, Boris, hemofílico. Esta novela se convirtió en el debut literario de una chica de diecinueve años y se publicó como The Black Moth.

## Sinopsis
La historia se ambienta en la época georgiana en la década de los 1750, y sigue a Lord Jack Carstares, el hijo mayor del conde de Wyncham. Hace seis años, Jack asumió la culpa cuando su hermano menor, Richard, hizo trampas jugando a las cartas. Jack entonces se enfrentó al exilio social y huyó de Inglaterra marchando al continente europeo. Ahora ha vuelto en secreto, robando carruajes coo bandolero. En público se llama a sí mismo Sir Anthony Ferndale.
Jack descubre que su padre ha muerto pero rechaza asumir su papel como el nuevo conde de Wyncham, prefiriendo que su hermano disfrute de los privilegios familiares en su lugar. El amable Richard, quien aún se siente culpable sobre su papel en la ruina social de su hermano, se niega. Esta decisión no le gusta nada a su mimada esposa, Lavinia.
Un Jack disfrazado intenta robar un carruaje, pero fracasa cuando su víctima se da cuenta de que la pistola de Jack no está cargada. La supuesta víctima, Miles O’Hara, un juez de paz, arresta a Jack. Reconociendo que Jack es un caballero, Miles se lo lleva a su residencia para interrogarlo. A Miles le encanta descubrir que el forajido es de hecho su antiguo amigo, del que está distanciado desde el incidente del juego años antes.
El hermano de Lavinia, el duque de Andover—llamado el «Demonio» en sociedad—es sarcástico, con un humor negro y muy manipulador. Desea a la señorita Diana Beauleigh, una joven a la que conoce en Bath, y casi tiene éxito al secuestrarla cuando un Jack disfrazado los encuentra. Los dos se pelean en un duelo, y Jack triunfa sobre Andover y libera a Diana. Jack está herido y se recupera en el hogar de Diana. No revela su identidad, y en lugar de ello dice que se llama Sr. Carr. Los dos se enamoran, pero Jack no se permite estar con ella, pues se ve a sí mismo como un canalla y que no merece el amor de ella. Regresa a la residencia de los O'Hara.
Richard se entristece cuando Lavinia pasa demasiado tiempo con uno de sus antiguos pretendientes, el capitán Harold Lovelace. Richard no puede permanecer callado más tiempo y planea revelar sus trampas a las cartas en una gran fiesta, para gran decepción de Lavinia. Richard le da permiso para dejarlo y fugarse con Lovelace, pero ella se da cuenta entonces que de verdad ama a su marido y se da cuenta de lo equivocado que había sido su comportamiento caprichoso. Se reconcilian y se abrazan felizmente.
El duque de Andover tiene éxito en su segundo intento de secuestrar a Diana, deseando casarse con ella. Se la lleva a Andover Court, su finca. Jack descubre el rapto y llega a tiempo para volver a tener un duelo con Andover. Richard, Miles, y el hermano de Andover, Lord Andrew llegan y detienen la lucha justo cuando Jack cae agotado por la fatiga. Richard confiesa su papel en las trampas a las cartas, limpiando así el nombre de su hermano. Jack y Diana se abrazan y se casan. Evitan un escándalo con Andover, pues este les convence que cualquier noticia sobre el rapto dañará la reputación de Diana.

## Personajes principales
- John «Jack» Carstares, conde de Wyncham
- Richard «Dick» Carstares – hermano de John
- Lady Lavinia Carstares (de soltera, Belmanoir) – esposa de Richard
- Tracy Belmanoir, duque de Andover – hermano de Lavinia
- Lord Andrew Belmanoir – hermano de Lavinia
- Diana Beauleigh – joven de Sussex
- Jim Salter – criado de John
- Sir Miles O'Hara – el mejor amigo de John
- Frank Fortescue – amigo de Andover

## Lanzamiento y recepción
La publicación inicial de The Black Moth la hizo Constable, y se publicó en los Estados Unidos por Houghton and Mifflin. La novela fue un éxito comercial. En una crítica contemporánea publicada en 1921, The Times Literary Supplement consideró que el protagonista Jack era un «héroe romántico fascinante» y añadió que la novela era «una historia bien formada que mantiene contento al lector».

## Secuela
Esas viejas sombras, que se publicó en 1926, pretendía ser al principio una secuela de The Black Moth, que redimiría al diabólico Belmanoir. Pero como The Black Moth era un melodrama y una secuela por sí no funcionaría con la trama, decidió hacer una nueva novela independiente por sí misma, renombró a muchos de los personajes e hizo de ellos «somras» de sus antiguos «yos» en Esas viejas sombras.
| The Black Moth                                | These Old Shades                              |
| --------------------------------------------- | --------------------------------------------- |
| Tracy «Diablo» Belmanoir, duque de Andover    | Justin «Satanás» Alastair, duque de Avon      |
| Lady Lavinia Carstares (de soltera Belmanoir) | Lady Fanny Marling (de soltera Alastair)      |
| El Hon. Richard Carstares                     | Sr. Edward Marling                            |
| John Carstares                                | John Marling                                  |
| Lord Andrew Belmanoir                         | Lord Rupert Alastair                          |
| Harriet Fleming (de soltera Belmanoir)        | Harriet Field (de soltera Alastair)           |
| La Srta. Diana Beauleigh                      | Lady Merivale (de soltera Jennifer Beauchamp) |
| Jack Carstares, conde de Wyncham              | Anthony, Lord Merivale                        |
| Frank Fortescue                               | Hugh Davenant                                 |
| Sir John Fortescue                            | Frederick, Lord Colehatch                     |

## Análisis y legado
Los académicos han percibido la influencia de The Black Moth en obras posteriores de Heyer. En un artículo publicado en 2012, K. Elizabeth Spillman describe la novela como «improbable» y «fuertemente derivativa» pero nota características visibles en otros libros de Heyer: el papel central de la amistad, constantes escenas de acción, y un «discurso natural» entre los protagonistas masculinos. The Encyclopaedia of British Writers añade que The Black Moth es «típica» de muchas novelas posteriores de Heyer, pues tiene una «ambientación histórica, personajes aristocráticos, y una trama excitante». Como Jack vive como bandolero, James Devlin también señala temas de violencia, suspense y criminalidad, que aparecen en otras historias de Heyer como The Masqueraders (1928) y La hija del faraón (1941).
Spillman también opina que Diana es la única heroína de Heyer que es «no irónica [y] no tradicional», pues la novela está dominada por los hechos de sus personajes masculinos. Diana queda relegada a un segundo plano, «como si la autora no sintiera mucho interés por su propia heroína». En posteriores novelas de Heyer, dice Spillman, las heroínas muestran más voluntad y e iniciaativa.
En 2012, Diana Wallace escribió sobre los parecidos entre The Black Moth y las obras de Jeffery Farnol y Rafael Sabatini, así como la historia de Baroness Orczy La Pimpinela Escarlata.

### Obras citadas
- Byatt, A.S. (5 de octubre de 1975). «The Ferocious Reticence of Georgette Heyer, Sunday Times Magazine».  En Fahnestock-Thomas, Mary, ed. Georgette Heyer: A Critical Retrospective. Prinnyworld Press (publicado el 2001). pp. 289—303. ISBN 978-0-9668005-3-1.
- Devlin, James P. (Summer 1984). «The Mysteries of Georgette Heyer: A Janeite's Life of Crime, The Armchair Detective».  En Fahnestock-Thomas, Mary, ed. Georgette Heyer: A Critical Retrospective. Prinnyworld Press (publicado el 2001). pp. 359—394. ISBN 978-0-9668005-3-1.
- Fahnestock-Thomas, Mary, ed. (September 1921). «New Books and Reprints, The Times Literary Supplement». Georgette Heyer: A Critical Retrospective. Prinnyworld Press (publicado el 2001). pp. 56—57. ISBN 978-0-9668005-3-1.
- Spillman, K. Elizabeth (2012). «The "Managing Female" in the Novels of Georgette Heyer».  En Frantz, Sarah S.G.; Selinger, Eric Murphy, eds. New Approaches to Popular Romance Fiction: Critical Essays. McFarland & Co. pp. 84—98. ISBN 978-0786441907.
- Stade, George; Karbiener, Karen, eds. (2009). Encyclopedia of British Writers, 1800 to the Present. New York: Facts on File. ISBN 978-0816073856.
- Wallace, Diana (2012). «The Woman's Historical Novel».  En Joannou, Maroula, ed. The History of British Women's Writing, 1920-1945 8. Palgrave Macmillan. pp. 129—43. ISBN 978-0230282797.
- Womack, Kenneth, «Heyer, Georgette (1902–1974)»,  (en inglés), Oxford Dictionary of National Biography, (requiere suscripción).